# Enebackagölen
Enebackagölen är en sjö i Värnamo kommun i Småland och ingår i Lagans huvudavrinningsområde.